# Panhard CRAB
Il Panhard CRAB, acronimo di Combat Reconnaissance Armoured Buggy, è un progetto di veicolo blindato sviluppato dalla società Panhard Defense e presentato nel 2011.

## Descrizione
Il CRAB è una buggy blindata di 5 metri di lunghezza per 2,5 di larghezza, con un motore di 235 kW (320 CV) di potenza, capace di attendere la velocità massima di 110 km/h su strada; il CRAB sarà più maneggevole con le ruote anteriori e posteriori direttrici – potrà muoversi come un granchio, che in inglese si dice crab – e avrà un'importante capacità di fuoco su 65° e con un costo vicino al milione di euro. Il CRAB è dotato di una protezione contro gli attacchi NBC ed è aerotrasportabile, 3 CRAB possono trovare posto in un A400M.
Il CRAB potrà essere proposto ufficialmente all'Armée de terre francese nel quadro del programma Scorpion che punta alla sostituzione dell'AMX-10RC, dell'ERC-90 Sagaie e del VAB, può anche eventualmente sostituire il VBL.